# Destroy Build Destroy
Destroy Build Destroy (Destrói, Constrói, Destrói no Brasil), foi um reality show originário dos Estados Unidos, dirigido por Andrew W.K. Estreou no Cartoon Network em 20 de junho de 2009, como parte do bloco "CN Real". No programa, duas equipes competiam entre si, destruindo um objeto aleatório e usando os destroços para construir veículos, em seguida destruindo a criação dos perdedores. A série foi produzida pela Mess Media, sendo encerrada em 21 de setembro de 2011.

## Sinopse
O game show, apresentado pelo músico de rock Andrew WK, consistia em dois grupos ("verde ou azul" e "laranja ou amarelo", geralmente agrupados por temas como interesses comuns) destruindo vários objetos, para depois construir veículos a partir dos escombros. O show contava com altos explosivos, lançadores de foguetes, bazucas e outras ferramentas destrutivas. A equipe vencedora recebia US$ 3.000 como prêmio (cada um recebendo US$ 1.000) e ainda poderia destruir o veículo feito pela equipe perdedora. Em caso de empate ao final da rodada, ninguém ganharia nada e ambos os veículos seriam destruídos.

## Desenvolvimento
O show foi lançado em 20 de junho de 2009, em Carver, Massachusetts, como parte de um bloco de programação estreante no Cartoon Network, chamado de "CN Real", e foi produzido por Dan Taberski e Scott Messick.
A segunda temporada da série estreou em 4 de novembro de 2009 e ficou em primeiro lugar em seu horário entre crianças de 6 a 11 anos em toda a televisão, com um total de 2,1 milhões de visualizações de cada episódio nos EUA.
Destroy Build Destroy foi listado como um dos programas de retorno do Cartoon Network no período de 2010 a 2011. A sua terceira temporada começou a ser exibida em 6 de outubro de 2010.
A última temporada do programa começou a ser exibida em junho de 2011 e chegou ao fim em 21 de setembro daquele ano.